# 성일중학교 (서울)
성일중학교(城一中學校)는 서울특별시 동대문구 제기동에 있는 공립 중학교이다.

## 학교 연혁
- 1969년 11월 1일 : 제기2동 268번지에 성일중학교 설립
- 1970년 1월 27일 : 제1대 문동학 교장 취임
- 1970년 3월 3일 : 개교 및 제1회 신입생 입학식
- 1973년 1월 11일 : 제1회 졸업식 (956명)
- 2021년 3월 2일 : AI-빅데이터 활용 교육과정 연구학교
- 2022년 1월 27일 : 제50회 졸업식(99명, 연인원 28,278명)
- 2022년 3월 1일 : 제19대 신홍균 교장 취임
- 2022년 3월 2일 : 입학식(99명)

## 참고 자료
- 성일중학교 - 한국교육학술정보원 학교알리미